# Centesimus Annus
Centesimus Annus är en encyklika utgiven av påve Johannes Paulus II 1991 med anledning av hundraårsminnet av Leo XIII:s banbrytande socialencyklika Rerum Novarum.
Johannes Paulus sammanfattar i Centesimus Annus katolsk sociallära genom filosofiska resonemang.